# Intertoto-Cup 1975
Der 9. Intertoto-Cup wurde im Jahr 1975 ausgespielt. Das Turnier wurde mit 40 Mannschaften ausgerichtet.

## Gruppenphase

### Gruppe 1
| Pl. | Verein           | Sp. | S | U | N | Tore    | Diff. | Punkte |
| --- | ---------------- | --- | - | - | - | ------- | ----- | ------ |
| 1.  | SSW Innsbruck    | 6   | 3 | 3 | 0 | 012:300 | +9    | 09:30  |
| 2.  | Standard Lüttich | 6   | 3 | 2 | 1 | 009:500 | +4    | 08:40  |
| 3.  | Malmö FF         | 6   | 3 | 1 | 2 | 008:500 | +3    | 07:50  |
| 4.  | Sparta Rotterdam | 6   | 0 | 0 | 6 | 001:170 | −16   | 0:12   |

|                  | Osterreich | Belgien | Schweden | Niederlande |
| ---------------- | ---------- | ------- | -------- | ----------- |
| SSW Innsbruck    |            | 1:1     | 1:0      | 6:0         |
| Standard Lüttich | 1:1        |         | 4:1      | 2:0         |
| Malmö FF         | 0:0        | 2:0     |          | 2:0         |
| Sparta Rotterdam | 1:3        | 0:1     | 0:3      |             |

### Gruppe 2
| Pl. | Verein                   | Sp. | S | U | N | Tore    | Diff. | Punkte |
| --- | ------------------------ | --- | - | - | - | ------- | ----- | ------ |
| 1.  | SK VÖEST Linz            | 6   | 6 | 0 | 0 | 018:600 | +12   | 12:0   |
| 2.  | Internacionál Bratislava | 6   | 4 | 0 | 2 | 013:600 | +7    | 08:40  |
| 3.  | Boldklubben 1903         | 6   | 1 | 0 | 5 | 008:130 | −5    | 02:10  |
| 4.  | FC Winterthur            | 6   | 1 | 0 | 5 | 004:180 | −14   | 02:10  |

|                          | Osterreich | Tschechoslowakei | Danemark | Schweiz |
| ------------------------ | ---------- | ---------------- | -------- | ------- |
| SK VÖEST Linz            |            | 2:1              | 3:0      | 4:2     |
| Internacionál Bratislava | 0:2        |                  | 2:0      | 4:0     |
| Boldklubben 1903         | 3:4        | 1:3              |          | 4:0     |
| FC Winterthur            | 0:3        | 1:3              | 1:0      |         |

### Gruppe 3
| Pl. | Verein                 | Sp. | S | U | N | Tore    | Diff. | Punkte |
| --- | ---------------------- | --- | - | - | - | ------- | ----- | ------ |
| 1.  | Eintracht Braunschweig | 6   | 4 | 0 | 2 | 013:500 | +8    | 08:40  |
| 2.  | Vojvodina Novi Sad     | 6   | 3 | 1 | 2 | 014:800 | +6    | 07:50  |
| 3.  | FC Zürich              | 6   | 2 | 2 | 2 | 006:800 | −2    | 06:60  |
| 4.  | Vejle BK               | 6   | 1 | 1 | 4 | 006:180 | −12   | 03:90  |

|                        | Deutschland Bundesrepublik | Jugoslawien Sozialistische Föderative Republik | Schweiz | Danemark |
| ---------------------- | -------------------------- | ---------------------------------------------- | ------- | -------- |
| Eintracht Braunschweig |                            | 2:1                                            | 2:0     | 3:0      |
| Vojvodina Novi Sad     | 3:1                        |                                                | 4:1     | 4:1      |
| FC Zürich              | 1:0                        | 0:0                                            |         | 2:2      |
| Vejle BK               | 0:5                        | 3:2                                            | 0:2     |          |

### Gruppe 4
| Pl. | Verein             | Sp. | S | U | N | Tore    | Diff. | Punkte |
| --- | ------------------ | --- | - | - | - | ------- | ----- | ------ |
| 1.  | Zagłębie Sosnowiec | 6   | 4 | 2 | 0 | 012:200 | +10   | 10:20  |
| 2.  | SK Sturm Graz      | 6   | 3 | 1 | 2 | 008:900 | −1    | 07:50  |
| 3.  | Telstar Velsen     | 6   | 2 | 1 | 3 | 005:800 | −3    | 05:70  |
| 4.  | Holbæk B&I         | 6   | 1 | 0 | 5 | 007:130 | −6    | 02:10  |

|                    | Polen 1944 | Osterreich | Niederlande | Danemark |
| ------------------ | ---------- | ---------- | ----------- | -------- |
| Zagłębie Sosnowiec |            | 6:0        | 1:0         | 2:1      |
| SK Sturm Graz      | 1:1        |            | 2:0         | 2:0      |
| Telstar Velsen     | 0:0        | 1:0        |             | 3:1      |
| Holbæk B&I         | 0:2        | 1:3        | 4:1         |          |

### Gruppe 5
| Pl. | Verein                 | Sp. | S | U | N | Tore    | Diff. | Punkte |
| --- | ---------------------- | --- | - | - | - | ------- | ----- | ------ |
| 1.  | TJ Zbrojovka Brünn     | 6   | 5 | 0 | 1 | 015:600 | +9    | 10:20  |
| 2.  | Polonia Bytom          | 6   | 3 | 1 | 2 | 013:600 | +7    | 07:50  |
| 3.  | Tennis Borussia Berlin | 6   | 2 | 1 | 3 | 008:160 | −8    | 05:70  |
| 4.  | AIK Solna              | 6   | 1 | 0 | 5 | 007:150 | −8    | 02:10  |

|                        | Tschechoslowakei | Polen 1944 | Deutschland Bundesrepublik | Schweden |
| ---------------------- | ---------------- | ---------- | -------------------------- | -------- |
| TJ Zbrojovka Brünn     |                  | 2:1        | 5:0                        | 2:0      |
| Polonia Bytom          | 1:2              |            | 3:0                        | 5:1      |
| Tennis Borussia Berlin | 3:2              | 1:1        |                            | 1:3      |
| AIK Solna              | 1:2              | 0:2        | 2:3                        |          |

### Gruppe 6
| Pl. | Verein                  | Sp. | S | U | N | Tore    | Diff. | Punkte |
| --- | ----------------------- | --- | - | - | - | ------- | ----- | ------ |
| 1.  | ROW Rybnik              | 6   | 4 | 2 | 0 | 008:300 | +5    | 10:20  |
| 2.  | Grasshopper Club Zürich | 6   | 3 | 0 | 3 | 013:120 | +1    | 06:60  |
| 3.  | AZ’67 Alkmaar           | 6   | 2 | 2 | 2 | 008:800 | ±0    | 06:60  |
| 4.  | Östers IF               | 6   | 1 | 0 | 5 | 007:130 | −6    | 02:10  |

|                         | Polen 1944 | Schweiz | Niederlande | Schweden |
| ----------------------- | ---------- | ------- | ----------- | -------- |
| ROW Rybnik              |            | 1:0     | 2:2         | 2:1      |
| Grasshopper Club Zürich | 0:2        |         | 3:2         | 4:2      |
| AZ’67 Alkmaar           | 0:0        | 3:1     |             | 1:0      |
| Östers IF               | 0:1        | 2:5     | 2:0         |          |

### Gruppe 7
| Pl. | Verein           | Sp. | S | U | N | Tore    | Diff. | Punkte |
| --- | ---------------- | --- | - | - | - | ------- | ----- | ------ |
| 1.  | Åtvidabergs FF   | 6   | 3 | 1 | 2 | 008:400 | +4    | 07:50  |
| 2.  | MSV Duisburg     | 6   | 3 | 1 | 2 | 006:500 | +1    | 07:50  |
| 3.  | Śląsk Wrocław    | 6   | 2 | 1 | 3 | 007:700 | ±0    | 05:70  |
| 4.  | FC Admira/Wacker | 6   | 2 | 1 | 3 | 006:110 | −5    | 05:70  |

|                  | Schweden | Deutschland Bundesrepublik | Polen 1944 | Osterreich |
| ---------------- | -------- | -------------------------- | ---------- | ---------- |
| Åtvidabergs FF   |          | 1:0                        | 3:1        | 3:0        |
| MSV Duisburg     | 1:0      |                            | 2:1        | 2:1        |
| Śląsk Wrocław    | 1:0      | 0:0                        |            | 3:0        |
| FC Admira/Wacker | 1:1      | 2:1                        | 2:1        |            |

### Gruppe 8
| Pl. | Verein               | Sp. | S | U | N | Tore    | Diff. | Punkte |
| --- | -------------------- | --- | - | - | - | ------- | ----- | ------ |
| 1.  | 1. FC Kaiserslautern | 6   | 5 | 0 | 1 | 019:600 | +13   | 10:20  |
| 2.  | Bohemians ČKD Prag   | 6   | 5 | 0 | 1 | 009:600 | +3    | 10:20  |
| 3.  | BSC Young Boys       | 6   | 1 | 0 | 5 | 009:150 | −6    | 02:10  |
| 4.  | GAIS Göteborg        | 6   | 1 | 0 | 5 | 006:160 | −10   | 02:10  |

|                      | Deutschland Bundesrepublik | Tschechoslowakei | Schweiz | Schweden |
| -------------------- | -------------------------- | ---------------- | ------- | -------- |
| 1. FC Kaiserslautern |                            | 2:0              | 4:2     | 6:0      |
| Bohemians ČKD Prag   | 2:1                        |                  | 2:1     | 1:0      |
| BSC Young Boys       | 1:3                        | 1:2              |         | 3:4      |
| GAIS Göteborg        | 1:3                        | 1:2              | 0:1     |          |

### Gruppe 9
| Pl. | Verein               | Sp. | S | U | N | Tore    | Diff. | Punkte |
| --- | -------------------- | --- | - | - | - | ------- | ----- | ------ |
| 1.  | Belenenses Lissabon  | 6   | 4 | 2 | 0 | 008:400 | +4    | 10:20  |
| 2.  | Spartak TAZ Trnava   | 6   | 3 | 2 | 1 | 017:700 | +10   | 08:40  |
| 3.  | FC Amsterdam         | 6   | 2 | 1 | 3 | 007:900 | −2    | 05:70  |
| 4.  | Kjøbenhavns Boldklub | 6   | 0 | 1 | 5 | 007:190 | −12   | 01:11  |

|                      | Portugal | Tschechoslowakei | Niederlande | Danemark |
| -------------------- | -------- | ---------------- | ----------- | -------- |
| Belenenses Lissabon  |          | 2:1              | 1:0         | 1:1      |
| Spartak TAZ Trnava   | 2:2      |                  | 2:0         | 6:1      |
| FC Amsterdam         | 0:1      | 1:1              |             | 5:4      |
| Kjøbenhavns Boldklub | 0:1      | 1:5              | 0:1         |          |

### Gruppe 10
| Pl. | Verein          | Sp. | S | U | N | Tore    | Diff. | Punkte |
| --- | --------------- | --- | - | - | - | ------- | ----- | ------ |
| 1.  | NK Čelik Zenica | 6   | 4 | 2 | 0 | 010:500 | +5    | 10:20  |
| 2.  | Vitória Setúbal | 6   | 2 | 2 | 2 | 006:600 | ±0    | 06:60  |
| 3.  | Baník Ostrava   | 6   | 2 | 1 | 3 | 008:900 | −1    | 05:70  |
| 4.  | IF Elfsborg     | 6   | 1 | 1 | 4 | 006:100 | −4    | 03:90  |

|                 | Jugoslawien Sozialistische Föderative Republik | Portugal | Tschechoslowakei | Schweden |
| --------------- | ---------------------------------------------- | -------- | ---------------- | -------- |
| NK Čelik Zenica |                                                | 1:1      | 2:1              | 2:0      |
| Vitória Setúbal | 1:2                                            |          | 2:1              | 1:0      |
| Baník Ostrava   | 1:1                                            | 1:0      |                  | 3:1      |
| IF Elfsborg     | 1:2                                            | 1:1      | 3:1              |          |

## Intertoto-Cup Sieger 1975
- SSW Innsbruck
- SK VÖEST Linz
- Eintracht Braunschweig
- Zagłębie Sosnowiec
- TJ Zbrojovka Brünn
- ROW Rybnik
- Åtvidabergs FF
- 1. FC Kaiserslautern
- Belenenses Lissabon
- NK Čelik Zenica